# Değirmentaşı, Kovancılar
Değirmentaşı là một xã thuộc huyện Kovancılar, tỉnh Elâzığ, Thổ Nhĩ Kỳ. Dân số thời điểm năm 2011 là 20 người.